# L'enigma della chiave d'argento
L'enigma della chiave d'argento (The Clue of the Silver Key), pubblicato in Italia anche con il titolo Il giorno 17  e L'indizio della chiave argentata, è un romanzo del 1930 dello scrittore di polizieschi britannico Edgar Wallace. È stato tradotto per la prima volta in italiano, per l'edizione I Gialli Economici Mondadori, nel 1932.

## Trama
L'omicidio del viscido usuraio Hervey Lyne, sembra subito una faccenda complicata. Molti i moventi e altrettanti i possibili assassini: la morte di uno strozzino, infatti, rende un servigio a tutti i suoi clienti. Tante, quindi, le piste investigative da seguire e un unico indizio: una chiave d'argento macchiata di vernice fosforescente. È subito un mistero quale porta apra e perché sia sporca di vernice. Sono innumerevoli le ipotesi dell'investigatore Smith di Scotland Yard. Intanto, uno dopo l'altro, i delitti si susseguono inesorabili.

## Edizioni in italiano
- Edgar Wallace, Il giorno 17, A. Mondadori, Milano 1932
- Edgar Wallace, Il giorno 17, traduzione di Marcella Pavolini, A. Mondadori, Milano 1939
- Edgar Wallace, Il giorno 17, A. Mondadori, Milano 1957
- Edgar Wallace, Il giorno 17, traduzione di Elsa Pelitti, A. Mondadori, Milano 1991
- Edgar Wallace, L'indizio della chiave argentata, traduzione di Valeria Leotta, Garden Editoriale, Milano 1994
- Edgar Wallace, L'enigma della chiave d'argento, traduzione di Marcella Pavolini Hannau, Compagnia del giallo, Roma 1995
- Edgar Wallace, L'enigma della chiave d'argento, traduzione di Marcella Pavolini Hannau, De Agostini, Novara 2006